# Luxemburg ostroma (1794–1795)
Luxemburg ostroma 1794. november 22. – 1795. június 7. között zajlott le az első koalíciós háború idején. Európa egyik legerősebb erődjét, amelyet Lazare Carnot, a francia hadsereg tisztje „észak Gibraltárjának” nevezett, az osztrákok birtokolták. A franciáknak nem sikerült rést ütniük a falakon hét hónap alatt, mégis elfoglalták.

## Háttér

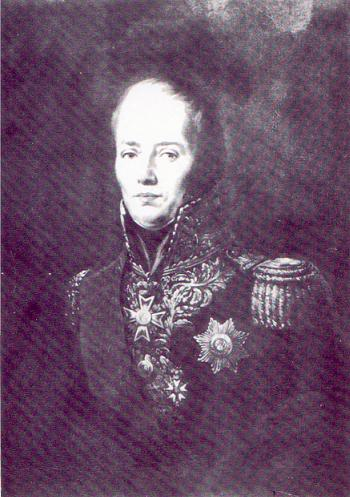
Claude Ignace Francois Michaud francia tábornok

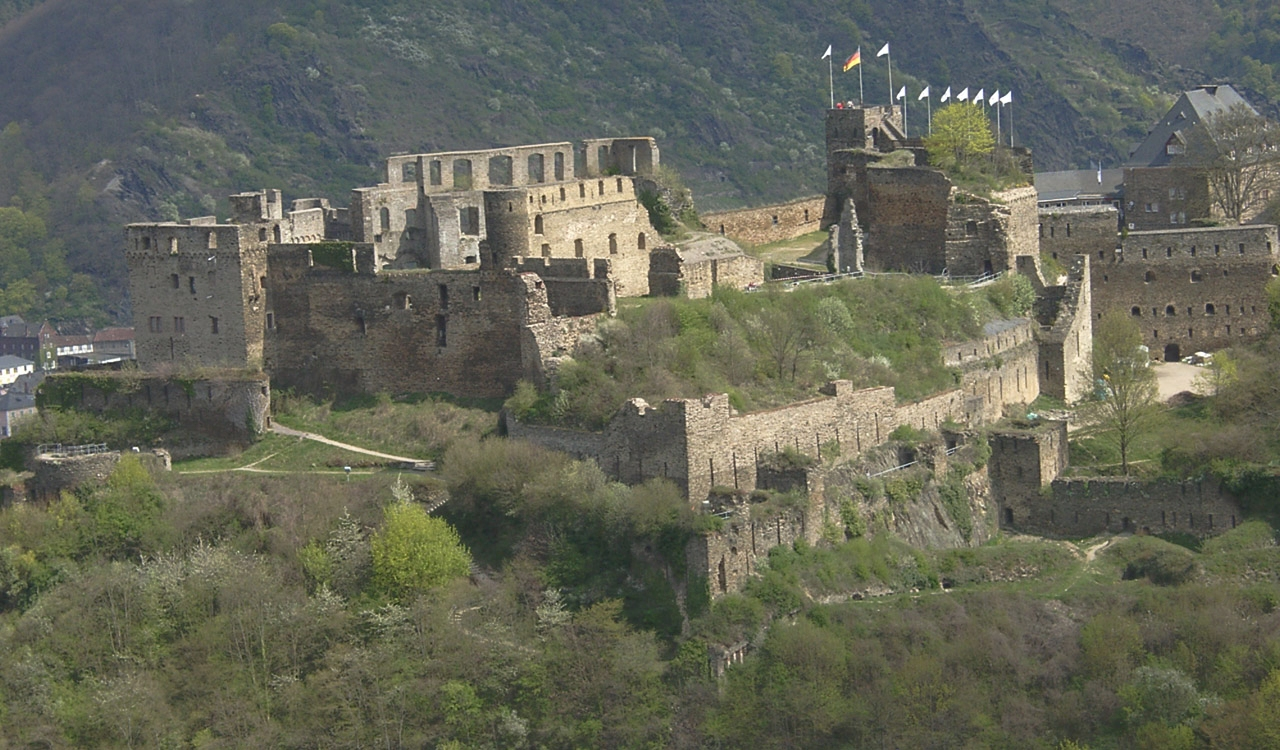
Rheinfels vára

Miután a Rheinfels erődöt a franciáknak sikerült elfoglalniuk, a Rajna bal partján csak Mainz és Luxemburg maradt osztrák kézen. A francia hadvezetés azonnal elrendelte a két erőd elfoglalását.
A Rajnai hadsereg Michaud tábornok vezetésével megkezdte Mainz blokádját, miközben a Moselle-hadsereg Jean René Moreaux irányításával Luxemburgot ostromolta. A várost az is értékessé tette a franciák számára, hogy itt az ellenfeleik rengeteg hadianyagot, fegyvert halmoztak fel.
A város kormányzója báró Bender tábornagy volt, A hely parancsnoka pedig Schröder altábornagy. A helyőrség 15 000 főből állt, 500 ágyú, löveg védte a várost.

## Előjáték
1794. november 19-én Jean-Baptiste Debrun elővédje, az 5. dragonyosezred két kompániája (százada) Liège körül belebotlott egy erősebb 1500 osztrák gyalogosból és 400 lovasból álló kontingensbe, és visszaverte azt, annak létszábemli fölénye ellenére.
November 21-én a Grünwald erdő szélén , Debrun hadosztálya visszaűzött egy osztrák előőrsöt: ami 400 gyalogosból, 300 huszárból és 6 ágyúból állt. Péduchel dandártábornok folytatta az üldözést mindaddig, amíg elérték az ellenséges ágyúkat Luxemburgban. A csetepaté 11:30-kor kezdődött és estig tartott, a franciák 4 ágyút és lőszerkészletet zsákmányoltak.

## Az ostrom
A parancsnok, Moreaux, 22-én megérkezett  és azonnal bevetette három hadosztályát a város körül. A Tapronnie hadosztály elfoglalta a trieri utat, Debrun hadosztálya az arlonit, a harmadik a thionville-it, a tartalék Frisange-ban (német nevén:Frisingen) volt.
A város fegyverei nem tettek kárt bennük. A Moselle-i hadsereg katonáit gyorsan elérte a hideg, szenvedtek a zord téltől, és ez nem minden. Az emberek fele nem a saját helyén volt, fosztogattak a környező falvakban, hogy élelmiszert szerezzenek, Moreaux tábornok január végén felajánlotta a tisztességes megadás lehetőségét Bender tábornoknak, de ő ezt elutasította.
A francia parancsnok nem engedhette meg magának, hogy fosztogassanak, így a katonái, a tisztek is szenvedtek az éhségtől. Moreaux beteg lett, Thionville kiürítése közben, február 10-11 közti éjszakán meghalt. A parancsnoksággal Jean-Jacques Ambert tábornokot bízták meg. A hadvezetés úgy döntött, hogy vessen véget Mainz ostromának, ezért elküldte a Moselle-i hadsereg három divízióját és az új parancsnokát a Rajnai hadsereg megerősítésére. Helyébe két divíziót rendelt Chapsal és Desjardins tábornokok parancsnoksága alatt a Sambre-Meuse hadseregből,  és Bollemont dandárjából Jacques Maurice Hatry tüzérségét.
A franciák itt is ott is próbálkoztak spontán támadással, egyrészt, hogy folyamatosan zaklassák az ellenfelet, másrészt, hogy saját magukban tartsák a reményt és lelkesedést. Április utolsó napjaiban Hatry tábornok megismételte a megadásra való felszólítást, de ezt az osztrákok ismét elutasították. Erre a francia tábornok megpróbálkozott még egy manőverrel, hogy áttörje a falakat, de nem járt sikerrel. Május 15-18-án általános ostromot rendelt el, de ez jelentéktelen veszteségeket okozott az osztrákoknak, saját maguk viszont súlyos károkat szenvedtek. Az osztrákok felbátorodva ezen könyörtelen bombázásba kezdtek a franciák tüzérségi állásai ellen. A tüzérségi párbaj 12 napig tartott, a városban sok kár esett, ezért a lakosok Bendert arra kérték, hogy adja fel a várost. Június elsején parlamentert küldtek Hatry-hoz, de csak 7-én született megállapodás. Június 12-én a város helyőrségének 12 396 katonája kivonult a 11000 kimerült és újoncokból álló franciák előtt. Az utolsó "osztrák" hadosztály, ami főként belgákból és vallonokból állt, letette a fegyvert, dezertált az osztrák seregból és francia szolgálatba kérte magát.

## Következmények
Ahogy várható volt, a franciák jelentős hadianyagot zsákmányoltak: 819 puska, 16 244 egyedi lőfegyver, 4 500 kard, 336857 golyó (mindenféle kaliberű), 47 801 bomba, 114 704 gránát, 1 033 153 font puskapor lett az övék.
Luxemburg erődjének elfoglalása vezetett Hollandia hozzácsatolásához a Francia Köztársasághoz . 1795. október 1-én Luxemburg területének zömét Forêt megyéhez csatolták.
A Rajna bal partján már csak Mainz állt osztrák ellenőrzés alatt.

## Fordítás
- Ez a szócikk részben vagy egészben  a   Siège de Luxembourg (1794-1795) című francia Wikipédia-szócikk fordításán alapul.  Az eredeti cikk szerkesztőit annak laptörténete sorolja fel. Ez a jelzés csupán a megfogalmazás eredetét és a szerzői jogokat jelzi, nem szolgál a cikkben szereplő információk forrásmegjelöléseként.